# Clara Fey

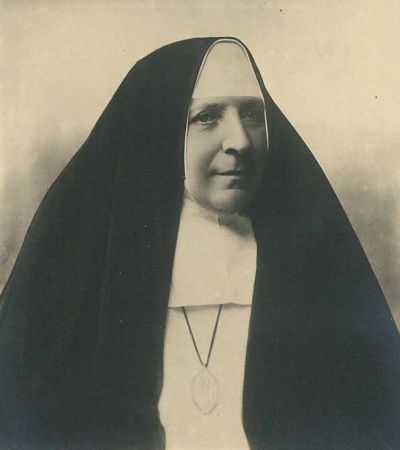
Clara Fey als Generaloberin

Clara Fey (* 11. April 1815 in Aachen; † 8. Mai 1894 in Simpelveld, Niederlande) war Ordensschwester und Gründerin der Kongregation der Schwestern vom armen Kinde Jesus.
Am 5. Mai 2018 sprach Papst Franziskus, stellvertretend durch Kardinal Angelo Amato, Clara Fey in Aachen selig.

## Leben

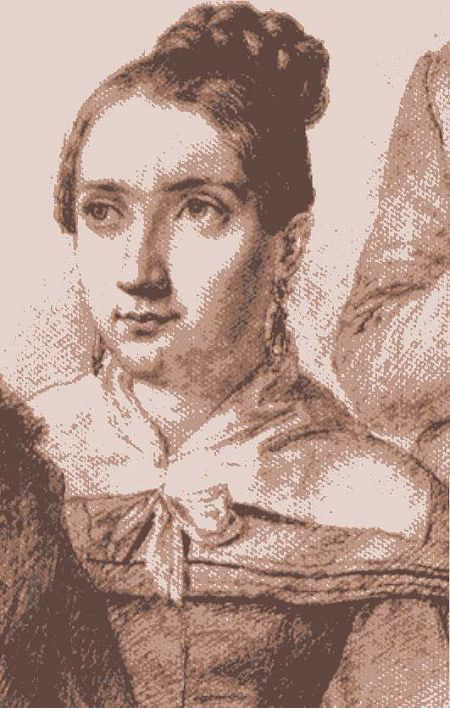
Jugendbildnis

Clara Fey war das vierte von fünf Kindern des wohlhabenden Aachener Tuchfabrikanten Louis Fey und seiner Frau Katharina. Ihr Vater starb an den Folgen eines Schlaganfalls, als sie fünf Jahre alt war. Clara besuchte die städtische „Weibliche Erziehungsanstalt St. Leonhard“ in Aachen, wo sie Schülerin Luise Hensels wurde. Diese hatte in der Folge großen Einfluss auf die Entwicklung Claras und ihrer Mitschülerinnen Pauline von Mallinckrodt und Franziska Schervier, die später ebenfalls Schwesternkongregationen gründeten.
Schon früh nahm Clara Fey Anteil am Schicksal von Waisenkindern und Kinder armer Eltern, deren Anzahl mit dem Wachstum der Industriearbeiterschaft auch in ihrer Heimatstadt ständig zunahm. Unterstützt unter anderem von ihrem Bruder Andreas Fey, der Kaplan an der St.-Paul-Kirche des ehemaligen Dominikanerklosters in Aachen war, sprach man im Freundeskreis ihrer Familie und der interessierten Mitschülerinnen im Rahmen regelmäßiger Sonntagsgespräche immer wieder darüber, wie vernachlässigten Kindern zu helfen sei. Konkreter wurden die Überlegungen, nachdem Clara Fey 1830 ihre Ausbildung an der Höheren Töchterschule St. Leonhard Aachen beendet hatte. So eröffnete Clara Fey zusammen mit einigen Freundinnen im Jahr 1837 aus eigenen Mitteln eine Armenschule und mietete dazu eigene Räume an, die schon 1840 erweitert werden mussten. Im Jahr 1842 erhielt sie die Genehmigung zur Nutzung des alten Aachener Dominikanerklosters in der Jakobstraße.
Schließlich gründete Clara Fey am 2. Februar 1844 zusammen mit Wilhelmine Istas, Leocadia Startz und Louise Vossen die Gemeinschaft der Schwestern vom armen Kinde Jesus und wurde dabei unter anderem von ihrem Bruder Andreas, dem Pfarrer Wilhelm Sartorius, dem aus seiner Diözese in Luxemburg vertriebenen Bischof Johannes Theodor Laurent und dem Oberpfarrer Leonhard Aloys Joseph Nellessen unterstützt.
Die Gemeinschaft stellte sich zur Aufgabe, vor allem bedürftigen Kindern und Jugendlichen durch die Möglichkeit einer schulischen Ausbildung und durch soziale Unterstützung zur Seite zu stehen. Im Jahr 1845 wurden die Statuten beim zuständigen Erzbischof von Köln, Johannes Kardinal von Geissel, zur Genehmigung vorgelegt, der 1848 der Errichtung der neuen Kongregation zustimmte. Die Schwestern trugen seitdem einen schwarzen Habit als Zeichen der Buße und darüber das weiße Skapulier der Dominikaner, da Clara Fey ihr Werk unter den Schutz des heiligen Dominikus gestellt hatte. Zwei Jahre später konnten die ersten neuen Schwestern die Profess ablegen, und Clara Fey wurde zur Oberin gewählt. Am 12. Mai 1869 wurde die Kongregation von Papst Pius IX. als Institut päpstlichen Rechts anerkannt, und 1888 wurden von Papst Leo XIII. die an die Augustinusregel angelehnten Konstitutionen des Ordens bestätigt.
Schnell wuchs der Orden auf etwa 600 Schwestern an. Bis auf ein Haus in Aachen-Burtscheid, das zur Pflege kranker Schwestern diente, mussten 1878 im Zuge des Kulturkampfes alle 27 Niederlassungen in Preußen geschlossen werden. Clara Fey wurde ausgewiesen und gründete im niederländischen Simpelveld ein neues Mutterhaus, genannt „Haus Loreto“. Die Schwestern fanden auch in England, Belgien und Frankreich neue Betätigungsfelder.
Nach dem Ende des Kulturkampfes im Jahr 1887 kehrte ein Teil der Ordensschwestern nach Preußen zurück, wo sie fünf Ordenshäuser wiedereröffnen konnten. Clara Fey selbst blieb in Simpelveld und wurde 1888 zur Generaloberin gewählt. Sie starb am 8. Mai 1894 im neuen Mutterhaus in Simpelveld.

## Grab

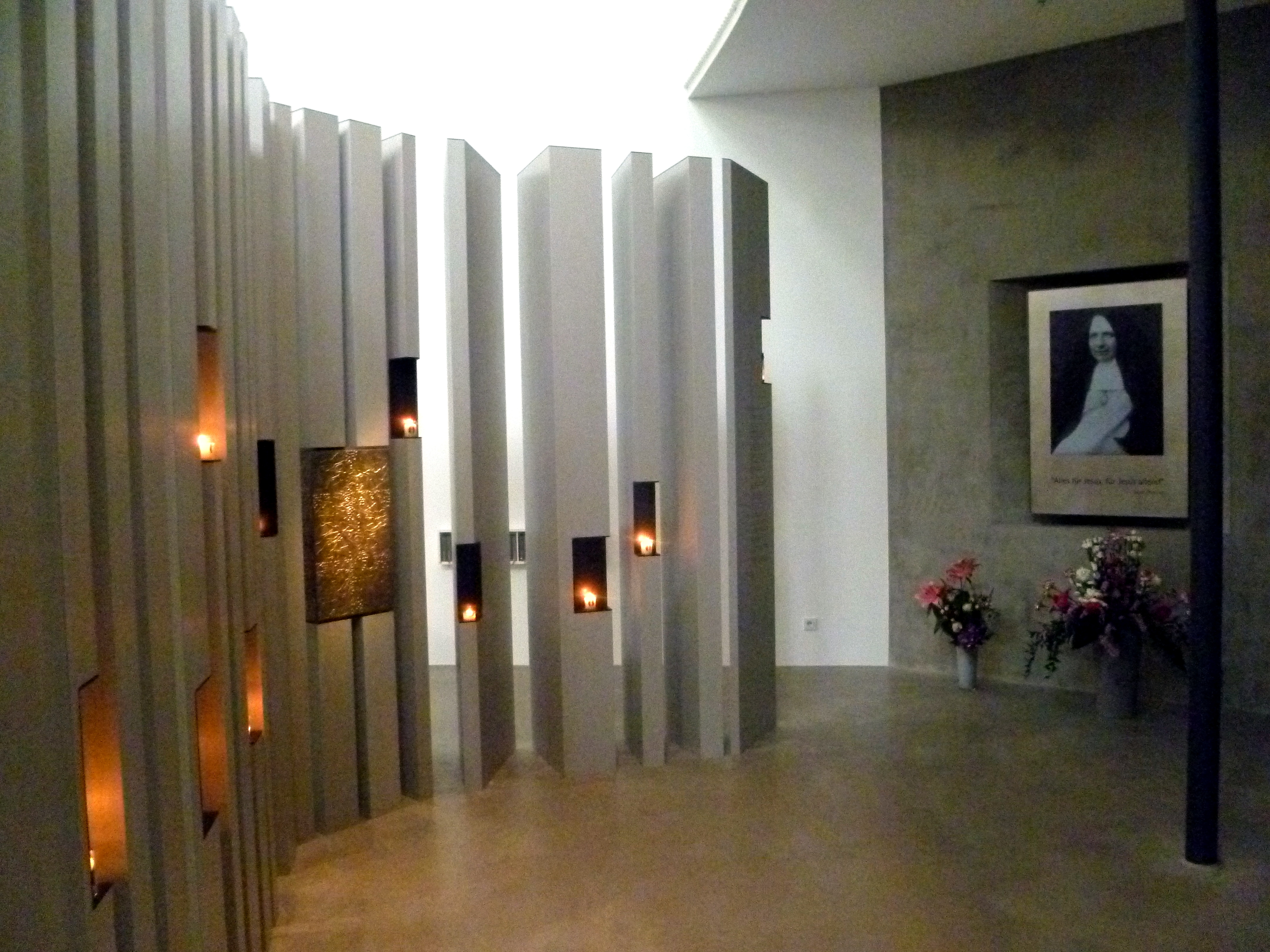
Letzte Ruhestätte in der Kind-Jesus-Kapelle Aachen

Clara Fey wurde auf dem Schwesternfriedhof in Simpelveld begraben. Veranlasst durch die wachsende Verehrung und die Fortschritte im diözesanen Teil des Seligsprechungsprozesses (siehe unten) bis zur die Stufe der „Recognitio“ (d. h. der feierlichen Öffnung des Sarges zur Identifizierung der Gebeine und zur Entnahme von Reliquien) wurden die sterblichen Überreste Sr. Claras im Jahre 1934 in die Klosterkirche des Mutterhauses in Simpelveld umgebettet. Als die Kongregation das Mutterhaus in Simpelveld im Jahre 2012 aufgab, wurden sie in die Domgruft des Aachener Doms überführt. Schließlich fanden ihre Reliquien im Mai 2018 anlässlich der Feierlichkeiten ihrer Seligsprechung ihre endgültig letzte Ruhestätte in der Kind-Jesus-Kapelle des ehemaligen Mutterhauses der Kongregation in der Jakobstraße.

## Verehrung und Seligsprechung

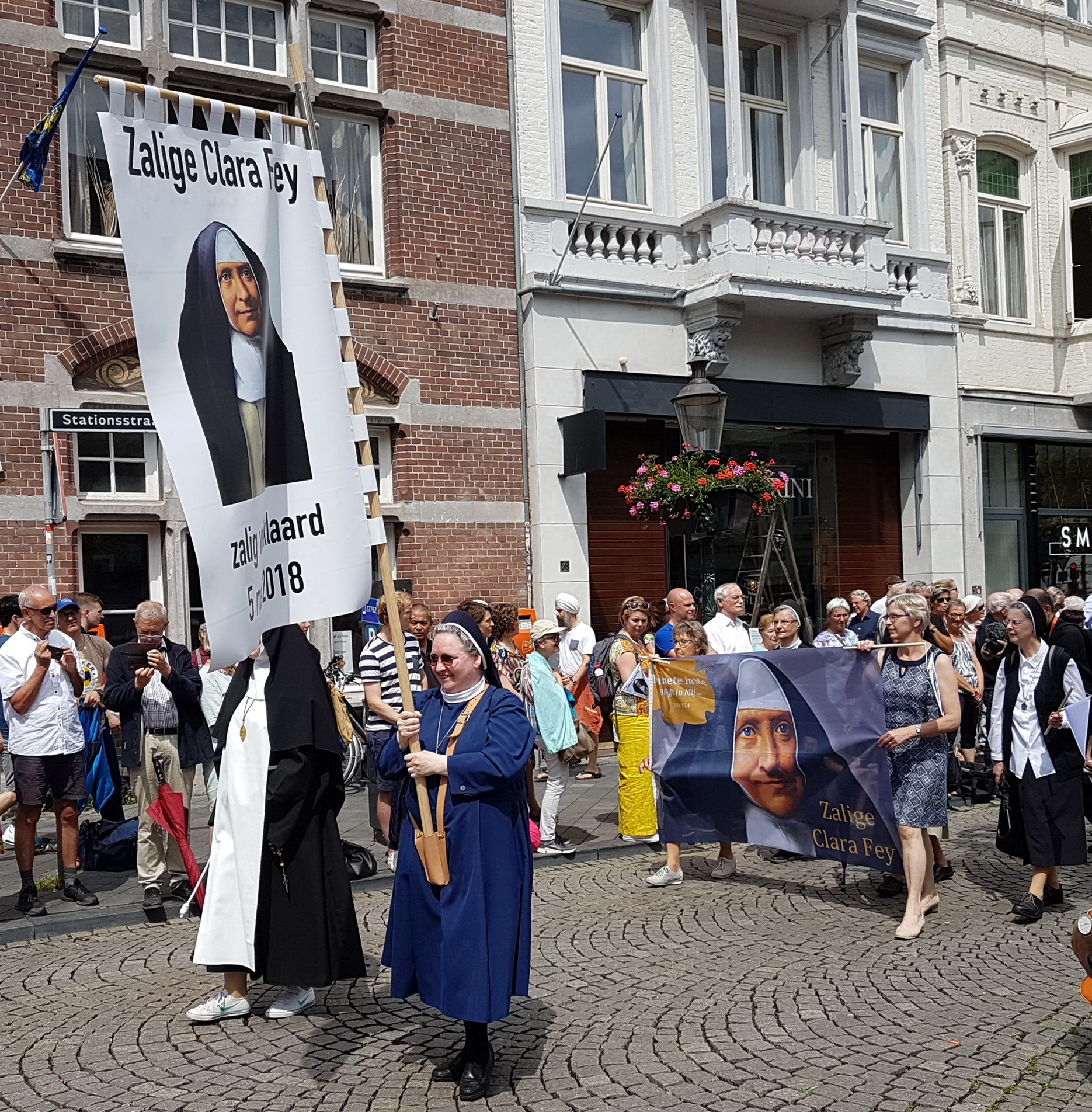
Schwestern vom armen Kinde Jesus mit Prozessionsfahnen, die die selige Clara Fey zeigen, bei der Heiligtumsfahrt Maastricht (2018)

Schon wenige Jahre nach ihrem Tod begannen die Bemühungen um die Eröffnung des Seligsprechungsprozesses. Die Kongregation der Schwestern vom armen Kinde Jesus leitete dies 1916 ein. 1958 wurde der apostolische Seligsprechungsprozess in Rom eingeleitet. Papst Johannes Paul II. erkannte Clara Fey am 14. Mai 1991 den heroischen Tugendgrad zu und erhob sie zur ehrwürdigen Dienerin Gottes. Am 4. Mai 2017 erkannte Papst Franziskus das für die Seligsprechung notwendige Wunder an. Ihre Seligsprechung erfolgte am 5. Mai 2018 im Aachener Dom. Der Präfekt der Kongregation für die Selig- und Heiligsprechungsprozesse, Kurienkardinal Angelo Amato, der der Seligsprechungsfeier im Aachener Dom präsidierte, bezeichnete Fey als „eine wahre Heldin der Evangeliums“. Der Aachener Bischof Helmut Dieser erklärte sie zu einer der Schutzpatroninnen des Anfang 2018 im Bistum eingeleiteten „synodalen Gesprächs- und Veränderungsprozesses“.

## Ausbreitung der Kongregation
Die Kongregation zählte bei Clara Feys Tod bereits 1160 Mitglieder. 1923 wurden die ersten Konvente in Südamerika gegründet. Heute leben etwa 450 Schwestern in Belgien, Deutschland, England, Lettland, Luxemburg, Niederlande, Österreich, Spanien, Kasachstan, Kolumbien, Peru und Indonesien.

## Clara Fey als Namensgeberin
Mehrere Schulen in Deutschland, Holland, Belgien und Österreich tragen oder trugen den Namen von Clara Fey, darunter das Clara-Fey-Gymnasium in Bonn, die Bischöfliche Clara-Fey-Schule (Gymnasium und Realschule) in Schleiden sowie die inklusiv geführte Clara-Fey-Schule in Wien.